# Porphyrinia amabilis
Porphyrinia amabilis är en fjärilsart som beskrevs av Moore 1884. Porphyrinia amabilis ingår i släktet Porphyrinia och familjen nattflyn. Inga underarter finns listade i Catalogue of Life.